# Phycis blennoides
La brótola de fango es la especie Phycis blennoides, un pez marino de la familia de los fícidos distribuido por el Mediterráneo occidental, mar Jónico y por la  costa este del océano Atlántico, desde la península de Cabo Verde en África hasta el norte de Noruega, incluyendo Islandia, las islas Azores y las islas Canarias.

## Anatomía
La longitud máxima descrita es de 110 cm, aunque lo normal es que no superen los 45 cm; no tienen espinas en ninguna de las aletas, con unas aletas pectorales muy alargadas alcanzando el origen de la aleta anal; el cuerpo es alargado, de color castaño a gris-rojo en el dorso y más pálido en el vientre.

## Hábitat y biología
Es una especie bentopelágica marina, oceanódroma, que normalmente se la puede encontrar entre 100 y 450 metros de profundidad, aunque suele aparecer también hasta más de 1000 metros de profundidad; se dispone sobre el lecho marino de suelos arenosos y fango, donde se alimenta de pequeños peces y crustáceos.

## Pesca
Es un pez codiciado en la pesca y comercializado en importantes volúmenes, alcanzando en el mercado un precio medio.